# Гран-при Катара
Гран-при Катара (англ. Qatar Grand Prix) — этап чемпионата мира Формулы-1. Впервые гонка прошла 21 ноября 2021 года.
Гран-при Катара был впервые добавлен в чемпионат мира в сезоне 2021 года, заменив отменённый из-за пандемии COVID-19 Гран-при Австралии. Также одновременно было подписано соглашение на проведение Гран-при Катара в течение 10 лет, начиная с 2023 года.

## Победители Гран-при

### Победители
| Год  | Пилот           | Конструктор         | Место         | Отчёт         |
| ---- | --------------- | ------------------- | ------------- | ------------- |
| 2021 | Льюис Хэмилтон  | Mercedes            | Лусаил        | Отчёт         |
| 2022 | Не проводился   | Не проводился       | Не проводился | Не проводился |
| 2023 | Макс Ферстаппен | Red Bull-Honda RBPT | Лусаил        | Отчёт         |
| 2024 | Макс Ферстаппен | Red Bull-Honda RBPT | Лусаил        | Отчёт         |